# Oberkommando der Wehrmacht
L'Oberkommando der Wehrmacht o OKW (traducibile in italiano come "Alto comando delle forze armate tedesche") era il comando supremo delle forze armate tedesche durante la seconda guerra mondiale.

## Istituzione
Sin dalla nascita del Terzo Reich, le forze armate tedesche rappresentarono un centro di potere difficile da assoggettare per il nuovo regime nazista. I vertici dell'Esercito tedesco, in particolare, costituivano per ragioni storiche una struttura di grande autorevolezza e prestigio, difficilmente controllabile da parte del nuovo regime.
Nel 1935, il Ministero della Difesa riprese la sua vecchia denominazione di "Ministero della Guerra" (tedesco: Reichskriegsministerium); al nuovo ministero furono affidate le responsabilità di coordinare l'organizzazione delle forze armate tedesche (Wehrmacht) e di conciliare le operazioni militari con le necessità politiche, economiche e di propaganda della guerra moderna. Furono parallelamente istituiti gli Stati Maggiori delle tre armi che costituivano la Wehrmacht: Esercito (Oberkommando des Heeres), Marina (Oberkommando der Marine) e Aviazione (Oberkommando der Luftwaffe).
Nonostante questa riorganizzazione, mancava però ancora un vero e proprio Stato Maggiore Generale congiunto delle tre armi. Sotto la guida del Feldmaresciallo Werner von Blomberg (Ministro della Guerra e Comandante in capo della Wehrmacht) si avviarono così i primi tentativi di costituire uno Stato Maggiore Generale sovraordinato alle tre armi; particolarmente attivo in questo settore fu il Wehrmachtamtes, l'ufficio ministeriale preposto al coordinamento della Wehrmacht, guidato prima da Walter von Reichenau e successivamente da Wilhelm Keitel. Il Wehrmachtamtes fu dotato di un piccolo gruppo di ufficiali con funzioni di collegamento con gli Stati Maggiori.

## Funzioni
Nonostante i desideri di Adolf Hitler e di altri ufficiali, l'OKW non riuscì ad affermarsi come un vero e proprio Stato Maggiore Generale: il suo organico fu sempre molto limitato, mentre la responsabilità di pianificazione operativa rimase per lo più in capo all'Oberkommando des Heeres.
All'OKW spettava principalmente la direzione strategica della guerra, con l'incarico di trasformare le indicazioni di Hitler in ordini e direttive militari per i comandi delle tre armi ad esso formalmente sottoposte:
- OKH (Oberkommando des Heeres) - Heer (Esercito)
- OKM (Oberkommando der Marine) - Kriegsmarine  (Marina militare)
- OKL (Oberkommando der Luftwaffe) - Luftwaffe (Aviazione)

Nella realtà, specialmente nella prima fase della seconda guerra mondiale, i tre comandi, soprattutto quelli di aeronautica e marina, continuarono a godere di un'ampia autonomia operativa.

## Linea di comando
Il comandante in capo della Wehrmacht sin dal 1938 era il Führer in persona; tale situazione lo poneva necessariamente anche al vertice dell'OKW. Tuttavia venne lo stesso nominato un Capo del Comando supremo della Wehrmacht, così da fornire un riferimento per le questioni amministrative e burocratiche legate alla struttura dell'OKW: tale incarico fu affidato al generale Wilhelm Keitel che lo mantenne fino alla fine del conflitto.
La struttura dell'OKW fu divisa in quattro macro sottosezioni. La prima e la più rilevante di questa fu l'Ufficio Comando e Operazioni, che si occupava della pianificazione delle operazioni della Wehrmacht e della trasmissione degli ordini di Hitler per i comandi delle tre armi. A capo di questa struttura fu posto il generale Alfred Jodl, il cui ruolo fu sostanzialmente equiparabile a quello di un Capo di Stato Maggiore.
Le rimanenti tre sezioni erano quelle legate ai servizi di intelligence (Abwehr), ai rifornimenti e alle altre questioni organizzative relative alla Wehrmacht.

## L'OKW in guerra
Allo scoppio della guerra la struttura bicefala del vertice delle forze armate tedesche si palesò pienamente: da un lato la pianificazione strategica del conflitto era gestita personalmente da Hitler (con il supporto dello staff dell'OKW); dall'altro la pianificazione operativa rimase ancora saldamente in mano all'Oberkommando des Heeres.
L'OKW non si affermò mai quindi come il vero Stato Maggiore Generale delle forze armate tedesche, rimanendo spesso in contrasto con i vertici dell'Esercito. In una sola occasione questo comando seppe muoversi effettivamente come una struttura congiunta delle tre armi: si trattò dell'operazione Weserübung, la conquista della Danimarca e della Norvegia. Tale operazione fu completamente pianificata e diretta dall'OKW, secondo il piano messo a punto dal Capo dell'Ufficio Comando e Operazioni generale Alfred Jodl.
Con il prosieguo della guerra e l'avvio delle operazioni nell'Unione Sovietica si determinò un'ulteriore frattura nella direzione del conflitto in seno ai comandi militari tedeschi: l'OKH conservò il comando e la pianificazione delle operazioni sul fronte orientale, mentre l'OKW assunse la direzione del conflitto negli altri teatri operativi. Una tale situazione non fu determinata da una specifica direttiva; fu più invece una linea che emerse de facto per assecondare la visione di Hitler circa la direzione delle operazioni militari.
In questo contesto le responsabilità militari vennero divise tra i due Stati Maggiori; tuttavia una simile spartizione finì col danneggiare una visione unitaria dello sforzo bellico da parte dei comandi militari, favorendo al contempo l'emergere di visioni legate alle esigenze dei singoli fronti e accentuando, così, il ruolo di Hitler quale unico elemento di raccordo sulla conduzione della guerra.
Per coordinare le operazioni della Wehrmacht nei teatri di guerra assegnati all'OKW, furono istituiti dei comandi speciali che avrebbero diretto le operazioni in base alle direttive di Hitler e dell'OKW. Nel 1942 questi incarichi di comando erano tre:
- Oberbefehlshaber West, ossia il comandante in capo per il fronte occidentale, assegnato al feldmaresciallo Gerd von Rundstedt;
- Oberbefehlshaber Süd, ossia il comandante in capo per i fronti meridionali (Africa e Italia), assegnato al feldmaresciallo Albert Kesselring;
- Oberbefehlshaber Südost, ossia il comandante in capo per il fronte balcanico, assegnato al generale della Luftwaffe Alexander Löhr.

Nel corso del conflitto inoltre furono istituite ulteriori figure di comando territoriale, così da rispondere all'evoluzione della situazione dei vari fronti.

## La resa tedesca
Dopo la caduta di Berlino e il suicidio di Hitler, il nuovo Presidente del Reich, l'Ammiraglio Karl Dönitz, cercò di istituire un nuovo governo con l'obiettivo di giungere a un accordo di pace con gli Alleati.
Come da disposizioni testamentarie di Hitler, il comando supremo della Wehrmacht restò in capo al Reichspräsident Dönitz. La maggior parte degli alti comandi militari vennero confermati nei loro ruoli: il Feldmaresciallo Wilhelm Keitel e il Colonnello generale Alfred Jodl rimasero così rispettivamente Comandante e Capo di stato maggiore dell'OKW.
Data la particolare situazione venutasi a creare nella catena di comando dell'OKH, con il nuovo Comandante in capo designato dal Führer (Feldmaresciallo Ferdinand Schörner) isolato nella sacca di Praga e il Capo di stato maggiore (Generale Hans Krebs) morto suicida a Berlino, Dönitz affidò ad interim la guida dell'Esercito all'OKW.
Fu così che alla guida di ciò che rimaneva dell'Esercito tedesco fu dapprima posto il Feldmaresciallo Keitel, che mantenne questo incarico fino al suo arresto il 13 maggio 1945, e poi il Colonnello generale Jodl, che rimase in carica fino allo scioglimento del Governo di Flensburg.
Toccò agli esponenti dell'OKW firmare l'Atto di resa incondizionata del Terzo Reich, lo strumento che pose formalmente fine alla seconda guerra mondiale in Europa. La scelta di far firmare questo documento dai rappresentanti del comando supremo della Wehrmacht fu fortemente voluta da parte degli Alleati; in tal modo si voleva infatti evitare che in futuro circoli nazionalisti e militari potessero riproporre il mito della pugnalata alle spalle come al termine della prima guerra mondiale.

## Struttura di comando dell'OKW
Führer e comandante in capo della Wehrmacht: Adolf Hitler
- Capo del Comando Supremo della Wehrmacht (OKW): Feldmaresciallo Wilhelm Keitel
- Capo del Wehrmachtführungsstab (Ufficio Comando e Operazioni o WFSt) della Wehrmacht: Colonnello Generale Alfred Jodl

Ufficiale dello Stato Maggiore presso il Capo WFSt:
- Tenente Colonnello Eckhard Christian (dal 25/8 al 31/10 1943)
- Tenente Colonnello Heinz Waizenegger (dal 1/11/1943 al 28/2/1945)
- Tenente Colonnello Hermann Brudermuller (dal 1/3/1945)

Aiutante capo del WFSt:
- Capitano Heinz Waizenegger (fino al 31/10/1943)
- Maggiore Herbert Büchs (dal 1/11/1943)

Vicecomandante del WFSt:
- Tenente Generale Walter Warlimont (fino al 5/8/1944)
- Tenente Generale August Winter (dal 15/11/1944)

Primo ufficiale dello Stato maggiore dell'Esercito al WFSt:
- Colonnello Horst Treusch von Buttlar-Brandenfels (fino all'agosto 1944)
- Tenente Colonnello Wilhelm Meyer-Detring

Primo ufficiale dello Stato maggiore della Marina al WFSt:
- Capitano di fregata Wolf Junge (fino al 24/8/1943)
- Capitano di fregata Heinz Assmann (dal 25/8/1943)

Primo ufficiale dello Stato maggiore dell'Aviazione al WFSt:
- Tenente Colonnello Boehm-Tettelbach

Capo dell'armamento della Wehrmacht:
- Tenente Generale Walter Buhle